# 克东县
克东县是黑龙江省齐齐哈尔市下辖的一个县。因县治在克山之东而得名。縣政府駐克東鎮。

## 行政区划
克东县下辖5个镇、2个乡：
克东镇、宝泉镇、乾丰镇、玉岗镇、蒲峪路镇、润津乡、昌盛乡、第一苗圃、第二苗圃、爱华林场、发展林场、东兴林场、红旗奶山羊场、第一良种场、第二良种繁殖场、果树繁殖场、种猪场和建业农场。

## 人口
根据(黑龙江省)2020年齐齐哈尔市第七次全国人口普查主要数据公报显示：克东县常住人口156983人。

## 交通
- 202国道过境。
- 502国道起点。

## 文化旅游
- 蒲峪路故址：金代北方重镇，位于金城乡古城村。

## 特产
克东天然苏打水：中国地理标志产品。